# Mariano Crociata
Mariano Crociata, né le 16 mars 1953 à Castelvetrano, dans la province de Trapani, Sicile, en Italie, est un évêque italien, actuel évêque de Latina.

## Biographie
Mariano Crociata est ordonné prêtre le 29 juin 1979, et obtient un doctorat en théologie à l'université pontificale grégorienne de Rome.
Crociata est le responsable du département de théologie des religions de l'École Théologique de Palerme, poste auquel il a organisé de nombreuses conférences, en particulier sur l'islam. De 2003 à 2007, il est vicaire général du diocèse de Mazara del Vallo.
Nommé évêque de Noto en Sicile le 16 juillet 2007 par le pape Benoît XVI, Mariano Crociata est consacré le 6 octobre de la même année par Paolo Romeo agissant en tant que consécrateur principal et NN.SS Nikola Eterovic et Domenico Mogavero en coconsécrateurs.
Il reste moins d'un an à la tête du diocèse de Noto, étant nommé le 26 septembre 2008 secrétaire-général de la Conférence épiscopale Italienne, poste laissé par vacant par Giuseppe Betori, nouvel archevêque de Florence. Il est le premier secrétaire-général de la CEI à venir d'un diocèse du sud de l'Italie.
Le 19 novembre 2013, le pape François le nomme évêque de Latina - Terracina - Sezze - Priverno, dans le Latium.
Le 22 mars 2023, il est élu pour 5 ans à la présidence de la Commission des épiscopats de la communauté européenne, responsabilité à laquelle il succède au cardinal Jean-Claude Hollerich.